# Constantin Lardys
Constantin, surnommé Lardys (un surnom donné par la population, lié au lard ou au porc, sûrement en raison de son impopularité) (mort en novembre 602) est un haut dignitaire byzantin sous le règne de l'empereur Maurice.

## Biographie
Constantin Lardys occupe plusieurs postes d'importance sous Maurice et il fait alors partie des membres éminents du Sénat byzantin et il a le rang de patrice. Il est notamment préfet du prétoire d'Orient, l'un des fonctionnaires les plus haut placés de l'administration byzantine. Les sources ne s'accordent pas pour dire s'il est encore à ce poste au moment de la déposition de Maurice en novembre 602, le chronicon Paschale laissant à penser qu'il n'occupe plus cette fonction.
Il est ensuite mentionné comme curator (curateur), un poste important de l'administration fiscale, sans qu'il soit possible de déterminer le champ exact de sa compétence. Quoi qu'il en soit, il semble avoir pris des mesures qui le rendent largement impopulaire, au moment où l'Empire connaît des difficultés économiques et financières significatives. En 602, alors que le pouvoir de Maurice vacille, il reste un de ses soutiens les plus loyaux, tandis qu'il est visé par la faction des Verts, qui brûle son domicile. Finalement, sous la pression de l'armée des Balkans, qui s'est révoltée sous la conduite de Phocas, Maurice finit par quitter Constantinople, accompagné de quelques fidèles dont Constantin Lardys. Il pourrait avoir été envoyé avec Théodose, le fils de Maurice, requérir l'aide de Khosro II, le souverain des Sassanides, avant d'être rappelé par Maurice. Il est ensuite arrêté par Alexandre avec Théodose et tous deux connaissent le même sort funeste. En effet, du fait de ses liens forts avec le régime vaincu et de son impopularité, il est mis à mort par Phocas à Chalcédoine, quelques jours après l'exécution de Maurice.

## Sources
- (en) John R. Martindale, A. H. M. Jones et John Morris, The Prosopography of the Later Roman Empire : Volume III, AD 527–641, Cambridge (GB), Cambridge University Press, 1992, 1575 p. (ISBN 0-521-20160-8)
- (en) Michael Whitby, The Emperor Maurice and his historian : Theophylact Simocatta on Persian and Balkan warfare, Oxford, Oxford University Press, 1988, 388 p. (ISBN 0-19-822945-3)